# Parevania laeviceps
Parevania laeviceps är en stekelart som först beskrevs av Günther Enderlein 1913.  Parevania laeviceps ingår i släktet Parevania och familjen hungersteklar. Inga underarter finns listade i Catalogue of Life.